# Венелин Коцев
Венелин Тодоров Коцев е български политик от БКП.

## Биография
Венелин Коцев е роден в село Литаково на 16 април 1926 г. От 1940 г. е член на Работническия младежки съюз (РМС). Участва в Съпротивителното движение през Втората световна война. Ятак е на Партизанска бригада „Чавдар“ (София). Арестуван през 1944 г. и осъден по Закона за защита на държавата на 10 години затвор.
След 9 септември 1944 г. става член на БРП (к) (1946). Между 1951 и 1953 г. е секретар на Международната федерация на демократичната младеж. След това до 1957 г. е директор на издателство „Народна младеж“. От 1951 до 1958 г. е член на Централния комитет на ДСНМ. В периода 1962 – 1966 г. е кандидат-член на ЦК на БКП, а от 1966 до 1989 г. е негов член. От 1962 г. е завеждащ отдел „Изкуство и култура“ при ЦК на БКП. Между 1966 и 1972 г. е секретар на ЦК на БКП. През 1972 г. става кандидат-член на Политбюро на ЦК на БКП. От 1972 до 1974 г. е заместник-председател на Министерския съвет.
В периода 1974 – 1986 г. е посланик на България в страни като Алжир, Мавритания, Италия, Малта, както и представител на страната във Ватикана. След това до 1990 г. е посланик в Унгария. Излиза в пенсия през 1990 г.